# Бруно I (Брауншвайг)
Бруно I (на немски: Brun I von Braunschweig, * 960 – 980; † 1014) от род Брунони е граф на Брауншвайг, който основава, и граф в Дерлингау и Нордтюринггау.

## Биография
Неговият баща вероятно е граф Брун в Дерлингау.
През 990 г. Бруно помага в похода на Мешко I от Полша против Болеслав II от Бохемия.
Бруно кандидатства безуспешно за кралския трон след смъртта на последния Отон, император Ото III, през 1002 г.
През 1002 г., Бруно се жени за Гизела Швабска, която по-късно се омъжва за император Конрад II. Неговият най-голям син е Людолф (1003 – 1038), маркграф на Фризия.
Бруно е убит от личния му враг Мило, графът на Аменслебен.